# Isabel Gardela i Espar
Isabel Gardela i Espar (Barcelona, 1965) és una directora i guionista de cinema catalana, coneguda principalment per la pel·lícula El domini dels sentits, en la qual va dirigir Olalla Moreno i Alicia González Laá en el segment "L'olfacte".

## Biografia
Va estudiar filosofia i lletres a la Universitat de Barcelona (UB), on es va llicenciar el 1988, i va obtenir el títol de tècnic en imatge i so en l'especialitat d'imatge fílmica a Escola de Mitjans Audiovisuals de Barcelona (EMAV), on va fer Orígens: "La consagració" d'Stravinsky (1987-1988)
Va començar a treballar com a ajudant de producció en televisió (TVE i TVC), publicitat i en la pel·lícula Boom boom (1990), de Rosa Vergés. L'any 1991 va tornar a la UB per a realitzar-hi el mestratge d'escriptura de guions per a televisió i cinema, i va continuar treballant de guionista de la televisió interactiva Telepick de TVE fins al 1994. El 1994 va unir-se a l'equip tècnic de Cadáveres para el lunes, una pel·lícula de Joaquín Torres en la que va ser la productora executiva.
Després d'haver realitzat els curtmetratges In nuce (1987), No obris mai la porta a un cec (1988), Com vulguis (1988), J.V. (Jodido violador) (1993) i Caps (1995), el 1996 va guionitzar i dirigir l'episodi "L'olfacte" de la pel·lícula col·lectiva El domini dels sentits, juntament amb les també guionistes i directores Judith Colell, Núria Olivé-Bellés, Teresa Pelegrí i Maria Ripoll. El seu primer llarmetratge, Prenent-te (Tomándote), va arribar l'any 2000, una història d'amor entre una escriptora catalana i un venedor de flors indi musulmà units per un llaç d'olors, i amb la qual va construir una paràbola sobre les relacions entre els mons cristià i islàmic.
D'ençà llavors va continuar en el món del cinema, tot i que també va fer el capítol "On estrenem?" (1998, de la sèrie de televisió Sota el signe de...) i va treballar d'ajudanta de direcció del videomuntatge de Hannah Collins La Mina. A 500 metres del Fòrum (2003-2004, emmarcat dins el Fòrum de les Cultures de Barcelona), entre d'altres, i en l'actualitat és professora associada del Departament de Comunicació de la Universitat Pompeu Fabra (UPF).

## Filmografia principal
- 1993: J.V. (Jodido violador) (curtmetratge), com a guionista i directora[1][7]
- 1994: Cadáveres para el lunes, de Joaquín Torres, com a guionista i productora executiva[1]
- 1996: El domini dels sentits (segment "L'olfacte"), com a guionista i directora[2][8]
- 2000: Prenent-te (Tomándote), com a guionista i directora[2][9]
- 2008: Collage, com a guionista, directora i actriu[10][11]
- 2009: Malgrat tot, com a guionista i directora[12]

L'any 2018 va rodar a Manresa Reencuentros, del qual és guionista i directora, i que és un dels projectes escollits pel programa Acció Viver. Aquest forma part del Pla d'Acció Dones Visuals, que pretén impulsar i refermar les carreres de noves cineastes i de cineastes amb trajectòries curtes.